# 庫達尼夫卡
50°37′12″N 34°32′33″E / 50.62000°N 34.54250°E
庫達尼夫卡（烏克蘭語：Куданівка）是位於烏克蘭東北部的村莊，由蘇梅州蘇梅區的列别金市镇負責管轄。該村處於普肖爾河左岸，距離列別金2.5公里，海拔高度119米，2001年人口272。